# Sophia Chablau e Uma Enorme Perda de Tempo
Sophia Chablau e Uma Enorme Perda de Tempo é uma banda brasileira de indie rock, indie pop, rock psicodélico e avante-garde. Nascida em 2019 em São Paulo, o grupo faz parte do seleto time de artistas do Selo RISCO. A formação original é Sophia Chablau, Téo Serson, Theo Ceccato e Vicente Tassara.
Em 2023, lançaram seu segundo álbum de estúdio Música do Esquecimento, produzido por Vitor Araújo e com pós-produção de Ana Frango Elétrico, que foi escolhido pela Associação Paulista de Críticos de Arte como um dos 50 melhores álbuns nacionais de 2023 e ficou em terceiro lugar da Lista das Listas de 2023 do Pena Schmidt, e foi incorporado em mais de 40 listas nacionais de melhores discos.

## História

### 1998–2000: Antecedentes
Antes de formarem a banda, os integrantes já haviam trilhado caminhos musicais marcados por experiências desde a infância. Sophia Chablau, filha da escritora Jeanne de Castro, teve sua iniciação musical influenciada pelo pai, Fabio Tagliaferri, que a incentivou com aulas de piano, embora ela se identificasse mais com o violão, o que contribuiu para sua sensibilidade composicional. Téo Serson e Theo Ceccato, que tocam juntos desde os sete anos, participaram de diversas formações, sendo influenciados inclusive pelo metal, introduzido pelo pai de Theo, o que ampliou seu repertório e experiência. Já Vicente Tassara, neto de Ziraldo, iniciou seus estudos musicais com aulas de piano, migrando posteriormente para a guitarra inspirado pelas cifras dos Beatles.

### 2018–19: Formação, gravações e primeiros shows
A gente era uma banda que tinha tocado um show, a brisa era tocar Rock triste, meio absurdo. E isso era a ‘maior perda de tempo’, depois de uma aula de filosofia falando sobre o Adorno, isso fez sentido pra mim. Quando eu conheci os meninos, esses ensaios seriam esse espaço pra perda de tempo, ócio criativo, algo que é produtivo, mas improdutivo. Começou chamando Música do Esquecimento e depois Uma Enorme Perda de Tempo.— Vicente Tassara, guitarrista, sobre as influências do nome da banda
O grupo surgiu de maneira espontânea em 2018 quando Sophia Chablau, quando Sophia Chablau, Theo Ceccato e Vicente Tassara viajaram para o Rio de Janeiro com o objetivo de conhecer a cena musical local. Durante essa viagem, Sophia conheceu Ana Frango Elétrico e seu produtor, Santiago Perlingeiro, que lhe ofereceu a oportunidade de realizar um show solo na cidade.
Diante da necessidade de músicos para acompanhá-la, Sophia conversou com Theo Ceccato, que sugeriu que ela se apresentasse com o "Uma Enorme Perda de Tempo", grupo formado por ele, Téo e Vicente. O nome da banda reflete uma ideia de "ócio criativo", inspirada em uma aula do departamento de filosofia da USP sobre Theodor Adorno, onde o conceito de "perda de tempo" foi reinterpretado como algo produtivo.
Durante os primeiros meses após sua formação, o grupo adotou uma abordagem experimental, realizando apresentações ao vivo que serviram de laboratório para os arranjos das músicas. Segundo os depoimentos dos integrantes, as canções eram continuamente testadas e aprimoradas ao longo de oito meses de apresentações antes de serem gravadas em estúdio. 
A gravação do primeiro single da banda, "Idas e Vindas do Amor", ocorreu em um período inicial da trajetória do grupo, quando ainda contava com apenas dois meses de formação. A oportunidade de registrar a canção em estúdio surgiu por meio de Thales Castanheira, na época assistente de estúdio de Gui Jesus Toledo, que sugeriu que a banda realizasse uma sessão gratuita de gravação.
No estúdio, os integrantes interpretaram a faixa seguindo os arranjos já estabelecidos em suas apresentações ao vivo. Na ocasião, o grupo havia realizado três ou quatro shows, o que tornou a gravação um evento significativo para sua consolidação. O processo, realizado em apenas uma diária de estúdio, permitiu a captura completa do single, representando um marco na produção inicial da banda.
A produção do disco foi conduzida por Ana, que desempenhou um papel fundamental na organização da sonoridade do grupo e na definição dos arranjos, garantindo uma unidade sonora. O método de gravação equilibrou elementos de estúdio e apresentação ao vivo, refletindo a estética performática da banda. O processo ocorreu no Estúdio Canoa, em São Paulo, e foi concluído em oito a nove dias.
A faixa "Moças e Aeromoças" contou com a participação da guitarrista Lucinha Turnbull, cuja colaboração surgiu a partir de uma sugestão de Ana Frango Elétrico. Durante as gravações, Lucinha utilizou sua guitarra Ruby para registrar sua contribuição. Esse encontro foi destacado pelos integrantes como um momento importante na produção do álbum.

## Carreira musical

### 2021–22: Primeiros lançamentos e reconhecimento
A primeira gravação em estúdio da banda, o single "Idas e Vindas do Amor", encontrou sucesso nas plataformas digitais após ser incluída na trilha-sonora do filme brasileiro Acqua Movie.
A banda alcançou reconhecimento nacional e internacional após o lançamento de seu homônimo álbum de estreia, Sophia Chablau e Uma Enorme Perda de Tempo, listado como um dos melhores discos do ano pela Associação Paulista de Críticos de Arte e também indicado na categoria "Artista Revelação". O disco figurou em muitas listas de fim de ano e alcançou 500 mil reproduções no Spotify. O álbum foi produzido por Ana Frango Elétrico.
Em 2022, foram listados como "artistas para se prestar atenção" pela revista americana SPIN. O álbum homônimo foi considerado, pela Revista Rolling Stone, como "um dos discos que agitou o rock nacional em 2021". Além disso, o Sophia Chablau e Uma Enorme Perda de Tempo foi classificado como "um novo ícone do rock brasileiro" pelo jornalista espanhol Alan Queipo.

### 2023–atualmente:Música do Esquecimento
Dois anos depois do lançamento do seu álbum homônimo, Música do Esquecimento é o segundo álbum de estúdio da banda, lançado pelo Selo RISCO. O trabalho, composto por quatorze faixas, foi desenvolvido após um processo criativo iniciado durante a pandemia, no qual todos os integrantes contribuíram para as composições, evidenciando uma abordagem coletiva em contraste com o disco de estreia. A produção ficou a cargo de Vitor Araújo, com a pós-produção realizada por Ana Frango Elétrico, e o álbum conta com a participação adicional do compositor Negro Leo na faixa “Quem vai apagar a luz”. Além disso, o disco ainda reúne a presença de artistas como Juliana Perdigão, Bebé, Marina Reis (Pluma) e Manu Julian (Pelados).
Em 2023, receberam uma indicação ao Prêmio Multishow de Música Brasileira na categoria Rock do Ano pela música "Segredo" do álbum Música do Esquecimento. No ano seguinte, foram indicados ao Prêmio da Música Brasileira na categoria Melhor Grupo de Pop/Rock.

## Estilo musical
A sonoridade da banda Sophia Chablau e Uma Enorme Perda de Tempo é caracterizada por uma fusão de estilos que incluem indie rock, indie pop, rock psicodélico, noise pop e post-punk revival, além de elementos provenientes da MPB e do lo-fi. Cada integrante traz referências distintas que contribuem para a identidade musical do grupo, mesclando influências nacionais e internacionais.

### Influências
O guitarrista e tecladista Vicente Tassara tem influências que transitam entre o post-rock atmosférico e a música brasileira, destacando Sigur Rós (Ágætis Byrjun), Caetano Veloso (Muito) e Hermeto Pascoal (Slaves Mass). Já o baterista Theo Ceccato incorpora elementos do rock alternativo e experimental, inspirando-se em Sonic Youth (Rather Ripped), Pixies (Doolittle) e Jonas Sá (BLAM! BLAM!).
O baixista Téo Serson adota uma abordagem influenciada pelo art rock e pelo post-punk, citando The Velvet Underground (The Velvet Underground), Radiohead (In Rainbows) e Talking Heads (Remain in Light). Por fim, a vocalista e guitarrista Sophia Chablau apresenta uma forte conexão com a música contemporânea brasileira, sendo influenciada por Ana Frango Elétrico (Mormaço Queima) e Negro Leo (Action Lekking), cujas experimentações sonoras e líricas dialogam com o estilo da banda.

## Integrantes
- Sophia Chablau – vocais e guitarra (2019–presente)
- Theo Ceccato – bateria e percussão (2019–presente)
- Téo Serson – baixo (2019–presente)
- Vicente Tassara – guitarra (2019–presente)

## Discografia

### Álbuns de estúdio
| Ano  | Álbum                                      | Detalhes                                                                                                  |
| ---- | ------------------------------------------ | --- |
| 2021 | Sophia Chablau e Uma Enorme Perda de Tempo | - Lançamento: 8 de abril de 2021 - Gravadora: RISCO - Formato(s): CD, vinil, download digital             |
| 2023 | Música do Esquecimento                     | - Lançamento: 6 de setembro de 2023 - Gravadora: RISCO - Formato(s): Cassete, CD, vinil, download digital |

### Singles
| Ano  | Canção                  | Álbum                                      |
| ---- | ----------------------- | ------------------------------------------ |
| 2019 | "Idas e Vindas do Amor" | Não adicionada a nenhum álbum              |
| 2021 | "Delícia/Luxúria"       | Sophia Chablau e Uma Enorme Perda de Tempo |
| 2023 | "Segredo"               | Música do Esquecimento                     |

### Outras aparições
| Ano  | Canção          | Álbum/EP                                                         |
| ---- | --------------- | ---------------------------------------------------------------- |
| 2022 | "Pop Cabecinha" | Sophia Chablau e Uma Enorme Perda de Tempo (Locomotiva Sessions) |
| 2022 | "Se Você"       | Sophia Chablau e Uma Enorme Perda de Tempo (Locomotiva Sessions) |

## Turnês
- Turnê Música do Esquecimento (2023–2024)

## Filmografia
| Ano                      | Título                      | Personagem | Notas                                  | Ref.   |
| ------------------------ | --------------------------- | ---------- | -------------------------------------- | ------ |
| 2021                     | esse filme é uma porcaria ‡ | —          | Aparição · Direção · Gravação · Edição | [ 37 ] |
| "‡" denota documentário. |                             |            |                                        |        |

## Prêmios e indicações
| Prêmio                                  | Ano  | Categoria                | Resultado | Ref.   |
| --------------------------------------- | ---- | ------------------------ | --------- | ------ |
| Associação Paulista de Críticos de Arte | 2021 | Artista Revelação        | Indicado  | [ 22 ] |
| Prêmio Multishow de Música Brasileira   | 2023 | Rock do Ano ("Segredo")  | Indicado  | [ 33 ] |
| Prêmio da Música Brasileira             | 2024 | Melhor Grupo de Pop/Rock | Indicado  | [ 34 ] |